# Pectodajaca
Pectodajaca is een geslacht van wandelende takken uit de familie Aschiphasmatidae. De wetenschappelijke naam van dit geslacht is voor het eerst voorgesteld door Francis Seow-Choen in een publicatie uit 2018.
Dit geslacht is monotypisch, dat wil zeggen dat het maar één soort heeft namelijk Pectodajaca modestum (Redtenbacher, 1906).